# 휠체어 럭비
휠체어 럭비(영어: wheelchair rugby)는 장애인 선수를 위한 팀 스포츠이다. 원래 머더볼(murderball)이라고 불렸으며, 미국에서는 쿼드 럭비(quad rugby)로 알려져 있다. 전 세계 25개국 이상에서 행해지고 있으며 하계 패럴림픽 종목이다.
미국식 명칭 쿼드 럭비는 모든 휠체어 럭비 선수들이 최소 세 지체에서 일정 수준 이상의 기능 손실을 포함하는 장애를 가져야 한다는 요구 사항에 기반을 두고 있다. 대부분의 선수들이 척수 손상을 가지고 있지만, 복수 절단, 신경학적 장애 또는 기타 의학적 조건을 통해서도 자격을 얻을 수 있다. 선수들은 기능적 수준에 따라 점수가 부여되며, 각 팀은 총 8점의 선수들만을 경기장에 내보낼 수 있다.
휠체어 럭비는 실내 목재 바닥 코트에서 진행되며, 휠체어 간의 물리적 접촉이 경기의 필수적인 부분이다. 규칙은 휠체어 농구, 아이스하키, 핸드볼, 럭비 유니언의 요소를 포함하고 있다.
이 스포츠는 1993년에 설립된 국제휠체어럭비연맹(IWRF)이 관리하고 있다.

## 역사
휠체어 럭비는 1976년 캐나다 매니토바주 위니펙에서 5명의 캐나다 휠체어 운동선수들인 게리 터윈, 던컨 캠벨, 랜디 듀엑, 폴 르준, 크리스 사전트에 의해 사지마비 장애인들을 위한 스포츠로 창안되었다.
당시 휠체어 사용자들을 위한 가장 일반적인 단체 스포츠는 휠체어 농구였다. 그러나 이 스포츠에서 선수들이 드리블을 하고 바스켓에 슛을 해야 한다는 신체적 요구 사항으로 인해, 상지와 하지 모두에 기능적 장애가 있는 사지마비 선수들은 보조적인 역할에 국한되었다. 공격적이고 전면적인 접촉이 허용되는 특성으로 인해 원래 머더볼이라고 불렸던 이 새로운 스포츠는 다양한 기능적 능력 수준을 가진 사지마비 선수들이 공격과 수비에서 필수적인 역할을 할 수 있도록 고안되었다.
머더볼은 1982년 호주에 처음 소개되었다. 영국 스토크 맨더빌 경기에 참가한 호주 팀은 캐나다인들로부터 시범 경기를 위해 팀을 선발하라는 초대를 받았다. 규칙과 경기 기술에 대한 제한적인 설명을 받은 후 "경기"가 시작되었다. 빠르고 매우 경쟁적인 교전 끝에 호주가 승리했다. 이후 이 경기는 호주로 전해져 크게 발전하게 되었다.
머더볼은 1979년 브래드 미켈센에 의해 미국에 소개되었다. 그는 노스다코타 대학교의 장애학생 서비스의 도움을 받아 첫 번째 미국 팀인 월뱅어스를 결성했다. 첫 북미 대회는 1982년에 개최되었다.
1980년대 후반, 미국 외 지역에서 이 스포츠의 명칭이 공식적으로 머더볼에서 휠체어 럭비로 변경되었다. 미국에서는 쿼드 럭비로 명칭이 변경되었다.
첫 국제 대회는 1989년 캐나다 온타리오주 토론토에서 캐나다, 미국, 영국 팀들이 참가한 가운데 열렸다. 1990년 휠체어 럭비는 국제 스토크 맨더빌 경기에서 시범 종목으로 처음 등장했고, 1993년에는 국제 스토크 맨더빌 휠체어 스포츠 연맹(ISMWSF)에 의해 장애인을 위한 공식 국제 스포츠로 인정받았다. 같은 해, 국제휠체어럭비연맹(IWRF)이 ISMWSF의 스포츠 부문으로 설립되어 이 스포츠를 관리하게 되었다. 첫 IWRF 세계휠체어럭비선수권대회는 1995년 스위스 노트빌에서 개최되었으며, 휠체어 럭비는 1996년 애틀랜타 하계 패럴림픽에서 시범 종목으로 등장했다.
이 스포츠는 2000년 호주 시드니 하계 패럴림픽부터 정식 메달 종목으로 채택되었으며, 현재 국제 대회에 적극적으로 참가하는 국가가 25개국에 이르고 있고, 여러 다른 국가들에서도 이 스포츠를 발전시키고 있다.

## 규칙

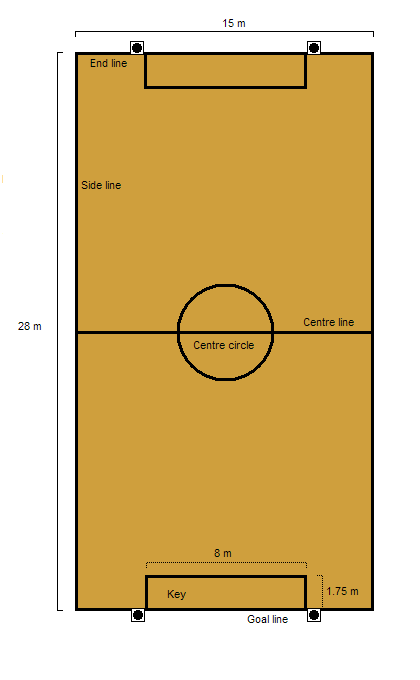
휠체어 럭비 코트

휠체어 럭비는 주로 최대 12명의 선수로 구성된 두 팀이 경기를 진행한다. 각 팀에서 동시에 경기장에 있을 수 있는 선수는 4명으로 제한된다. 이는 혼성 스포츠로, 남성과 여성 선수들이 동일한 팀에서 경기한다.
휠체어 럭비는 규격 농구 코트와 동일한 크기인 길이 28 미터, 폭 15 미터의 실내 목재 바닥 코트에서 진행된다. 필수 코트 표시로는 중앙선과 중앙원, 그리고 코트 양 끝에 폭 8 미터, 깊이 1.75 미터의 키(key) 구역이 있다.
골라인은 키 구역 내의 엔드라인 부분이다. 골라인의 각 끝은 원뿔 모양의 파일론으로 표시된다. 선수들은 공을 가지고 골라인을 통과함으로써 득점한다. 득점이 인정되려면 선수가 공을 가진 상태에서 휠체어의 두 바퀴가 라인을 넘어야 한다.
한 팀은 자신들의 골라인을 수비할 때 자신들의 키 구역 안에 3명 이상의 선수를 둘 수 없다. 공격 선수들은 상대팀의 키 구역에 10초 이상 머물 수 없다.
공을 소유한 선수는 10초 이내에 공을 바운드하거나 패스해야 한다.
팀의 백코트는 수비하는 골이 있는 코트의 절반이며, 프론트코트는 공격하는 골이 있는 코트의 절반이다. 팀들은 백코트에서 프론트코트로 공을 전진시키는 데 12초가 주어지며, 득점하거나 공의 소유권을 잃기까지 총 40초가 주어진다.
휠체어 간의 물리적 접촉은 허용되며, 이는 경기의 주요 부분을 차지한다. 그러나 뒤에서 다른 선수를 치는 것과 같이 위험하다고 판단되는 휠체어 간의 물리적 접촉은 허용되지 않는다. 선수들 간의 직접적인 신체 접촉은 허용되지 않는다.
파울은 수비 파울과 기술적 파울의 경우 1분 페널티로, 공격 파울의 경우 소유권 상실로 처벌된다. 일부 경우에는 페널티 대신 페널티 골이 주어질 수 있다. 일반적인 파울로는 스피닝(spinning, 상대방 휠체어의 주축 뒤쪽을 쳐서 수평 또는 수직으로 회전시키는 행위), 손의 부정 사용 또는 리칭 인(reaching in, 팔이나 손으로 상대방을 치는 행위), 홀딩(holding, 손이나 팔로 상대방을 잡거나 방해하거나 상대방 위로 넘어지는 행위) 등이 있다.
휠체어 럭비 경기는 8분씩 4쿼터로 구성된다. 정규 경기 시간 종료 후 동점일 경우, 3분간의 연장전이 진행된다.
비장애인 럭비 경기와 마찬가지로, 높은 수준의 경쟁적인 휠체어 럭비 경기는 유동적이고 빠르게 진행되며, 경기가 계속되는 동안 양 팀 간에 공의 소유권이 빈번하게 교체된다. 득점이 발생하거나 공이 경기장 밖으로 나가는 등의 위반 사항 또는 파울이 발생할 경우 경기 시간이 중단된다. 선수 교체는 경기가 중단된 동안에만 가능하다.

### 트라이
득점(위의 규칙 참조)은 때때로 "트라이"라고 불린다.

## 장비

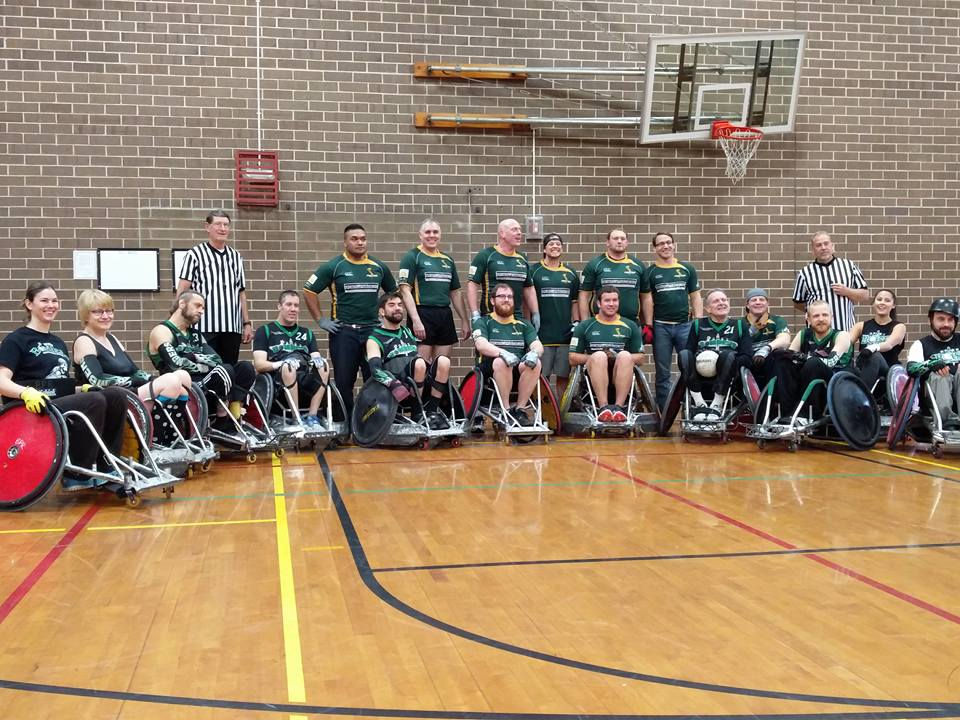
보이시 봄버스 휠체어 럭비 팀이 제3회 연례 토이스 포 토츠 경기 이후 다양한 장비를 전시하며 포즈를 취하고 있다.

휠체어 럭비는 수동 휠체어를 사용하여 진행된다. 규칙에는 휠체어에 대한 상세한 규격이 포함되어 있다. 선수들은 휠체어 럭비를 위해 특별히 설계된 맞춤형 스포츠 휠체어를 사용한다. 주요 설계 특징으로는 상대방의 휠체어를 치고 붙잡는 데 도움이 되도록 설계된 전면 범퍼와, 휠체어를 멈추거나 잡기 어렵게 만들기 위해 주 바퀴 앞에 위치한 윙이 있다. 모든 휠체어는 바퀴의 손상을 방지하기 위한 스포크 프로텍터와 후면의 전복 방지 장치를 갖추어야 한다.
신규 선수들과 개발도상국의 선수들은 때때로 임시 범퍼와 윙을 추가하여 휠체어 럭비용으로 개조된 휠체어를 사용하기도 한다.
휠체어 럭비에서는 일반적으로 '소프트 터치' 디자인의 규격 배구공을 사용한다. 이 공은 더 나은 그립을 제공하기 위해 표면이 약간 질감 처리되어 있으며, 더 나은 바운스를 위해 일반 배구공보다 공기를 더 많이 주입한다. 2013년부터 2016년까지 이 스포츠의 공식 공은 몰튼 소프트 터치 배구공으로, 모델 번호는 WR58X이다. 선수들은 대개 손상된 잡는 능력을 보완하기 위해 공을 다루는 데 도움이 되는 장갑과 접착제, 그리고 좋은 착석 자세를 유지하기 위한 다양한 형태의 고정 장치와 같은 여러 가지 개인 장비를 사용한다.

## 등급 분류

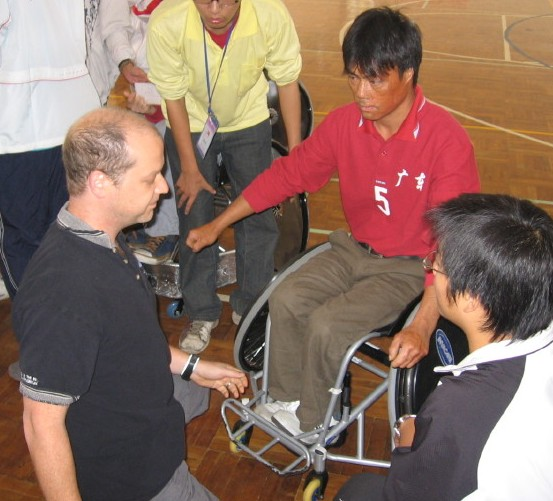
휠체어 럭비 등급분류관이 새로운 선수를 검사하고 있다

휠체어 럭비 경기에 참가할 자격을 얻으려면 선수들은 상지와 하지 모두에 기능 손실이 있는 일정 형태의 장애를 가지고 있어야 한다. 대다수의 휠체어 럭비 선수들은 경추 부위의 척수 손상을 가지고 있다. 그 외에 자격이 있는 선수들로는 복수 절단, 소아마비, 또는 뇌성마비, 일부 형태의 근이영양증, 길랑-바레 증후군과 같은 신경학적 장애나 기타 의학적 상태를 가진 이들이 있다.
선수들은 기능적 수준에 따라 분류되어 0.5(가장 낮은 기능 수준)에서 3.5(가장 높은 수준)까지의 점수 값이 할당된다. 한 팀에서 동시에 경기장에 있는 모든 선수들의 총 등급 분류 값은 8점을 초과할 수 없다.
등급 분류 과정은 선수의 장애 수준을 평가하여 휠체어 럭비의 최소 자격 요건을 충족하는지 확인하는 것으로 시작된다. 이는 선수가 최소 세 지체에 영향을 미치는 신경학적 장애를 가지고 있거나, 사지 모두에 영향을 미치는 비신경학적 장애를 가지고 있어야 함을 요구한다. 그 후 선수는 상지와 몸통의 힘과 운동 범위를 평가하기 위해 고안된 일련의 근육 테스트를 완료한다. 이후 선수에게 등급이 할당될 수 있다. 등급 분류는 종종 경기 상황에서의 신체 기능이 근육 테스트 중 관찰된 것을 반영하는지 확인하기 위해 경기 중 선수를 추가로 관찰하는 것을 포함한다.
선수들은 자신들이 적절하게 평가되지 않았다고 느낄 경우 등급 분류에 이의를 제기할 수 있다. 일련의 등급 분류 테스트에서 안정적인 기능 수준을 보여주는 선수들에게는 영구적인 등급이 부여될 수 있다.
휠체어 럭비 등급 분류는 의학적 훈련을 받은 인력, 주로 의사, 물리치료사, 또는 작업치료사에 의해 수행된다. 등급분류관들은 또한 근육 테스트와 휠체어 럭비 등급 분류의 세부 사항에 대해 훈련을 받아야 한다.

## 활동 국가

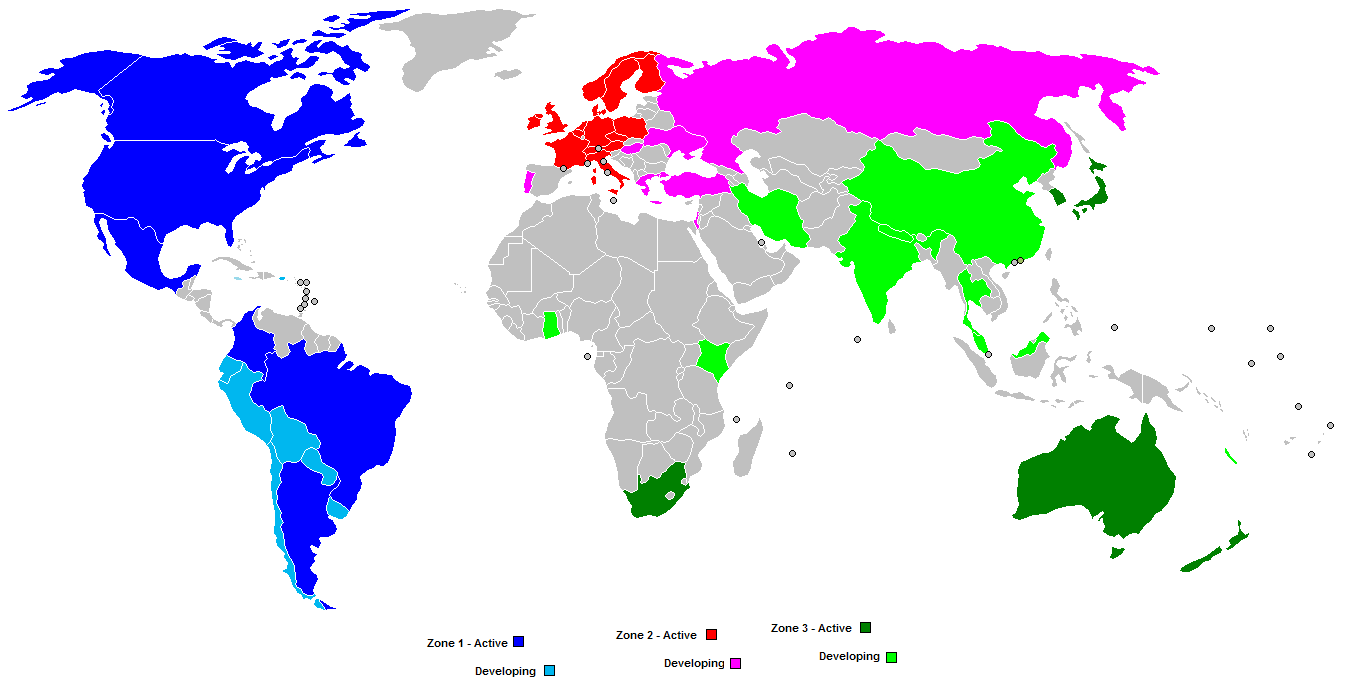
휠체어 럭비를 하는 국가

2022년 11월 기준으로 휠체어 럭비를 하는 활동 국가는 31개국이며, 26개국이 추가로 국가대표팀을 육성 중이다. 이들은 세 개의 구역으로 나뉜다.
| 구역 번호 | 지역              | 국가           |
| --------- | ----------------- | -------------- |
| 1         | 아메리카          | 아르헨티나     |
| 1         | 아메리카          | 브라질         |
| 1         | 아메리카          | 캐나다         |
| 1         | 아메리카          | 칠레           |
| 1         | 아메리카          | 콜롬비아       |
| 1         | 아메리카          | 파라과이       |
| 1         | 아메리카          | 미국           |
| 2         | 유럽              | 오스트리아     |
| 2         | 유럽              | 체코           |
| 2         | 유럽              | 덴마크         |
| 2         | 유럽              | 핀란드         |
| 2         | 유럽              | 프랑스         |
| 2         | 유럽              | 독일           |
| 2         | 유럽              | 영국           |
| 2         | 유럽              | 아일랜드       |
| 2         | 유럽              | 이스라엘       |
| 2         | 유럽              | 이탈리아       |
| 2         | 유럽              | 네덜란드       |
| 2         | 유럽              | 폴란드         |
| 2         | 유럽              | 러시아         |
| 2         | 유럽              | 스페인         |
| 2         | 유럽              | 스웨덴         |
| 2         | 유럽              | 스위스         |
| 3         | 아시아/오세아니아 | 오스트레일리아 |
| 3         | 아시아/오세아니아 | 인도           |
| 3         | 아시아/오세아니아 | 일본           |
| 3         | 아시아/오세아니아 | 대한민국       |
| 3         | 아시아/오세아니아 | 말레이시아     |
| 3         | 아시아/오세아니아 | 뉴질랜드       |
| 3         | 아시아/오세아니아 | 남아프리카     |
| 3         | 아시아/오세아니아 | 태국           |

## 변형
휠체어 럭비의 패럴림픽 버전은 새로운 규칙 변형을 통해 적응되었다. 이러한 변형은 더 높은 기능성을 가진 선수들이 경쟁할 수 있도록 등급 분류 시스템을 확장했다.

### 인빅터스 게임[7]
예선 라운드에서 12명이던 팀 규모가 준결승과 결승에서는 10명으로 줄어든다. 등급은 세 가지 범주로 분류된다.
- "최대" 선수(1점) - 대체로 이 경기의 패럴림픽 버전의 등급 분류와 일치
- "중간" 선수(2점) - 기능적 또는 신체적 장애가 있는 선수[예: 모든 다리 절단(단일 및 이중) 또는 심각한 균형 문제(예: 선수가 보조 기구를 사용하여 걸어야 함)]
- "개방" 선수(3점) - 경미하거나 일시적인 신체 장애 및 기타 질병(예: PTSD, TBI, 경미한 정형외과적 부상)이 있는 선수 언제든지 코트에서 플레이할 수 있는 4명의 선수의 최대 점수는 10점이다.

### 휠체어 럭비 5s
휠체어 럭비의 5s 버전은 2017년 영국의 그레이트 브리튼 휠체어 럭비가 개발하였다. 이 종목은 2021년 6월 세계 휠체어 럭비에서 공식적으로 채택하였다. 인빅터스 변형과 마찬가지로, 5s 경기는 자격 요건을 확대한다. 팀 규모는 12명을 유지한다. 등급은 넓은 그룹으로 분류된다.
- 0.5 - 패럴림픽 휠체어 럭비 등급 0.5~1.5
- 1.0 - 패럴림픽 휠체어 럭비 등급 2.0~3.5
- 1.5 - GBWR 패럴림픽 등급 4.0 및 한쪽 상지에 장애가 있는 선수
- 2.0 - 양쪽 하지에 장애가 있는 선수
- 3.0 - 한쪽 하지에 장애가 있는 선수
- 4.0 - 진단된 통증 관련 장애가 있는 선수(GBWR만 해당) 언제든지 코트에서 플레이할 수 있는 5명의 선수의 최대 점수는 10점이다.

## 대중문화에서
휠체어 럭비는 2005년 오스카상 후보에 올랐던 다큐멘터리 《머더볼》에서 주제로 다루어졌다. 이 영화는 영화 리뷰 웹사이트 로튼 토마토에서 역대 최고의 스포츠 영화 1위로 선정되었다.

## 같이 보기
- 장애인 스포츠

## 참고문헌
- International Wheelchair Rugby Federation, Technical Commission (2006), 《International Rules for the Sport of Wheelchair Rugby》, 2006년 8월 25일에 원본 문서에서 보존된 문서
- International Wheelchair Rugby Federation, Classification Commission (1999), 《International Wheelchair Rugby Classification Manual》 2판, 2011년 1월 14일에 원본 문서에서 보존된 문서
- International Wheelchair Rugby Federation (2006), 《About Wheelchair Rugby》, 2008년 4월 24일에 원본 문서에서 보존된 문서, 2006년 8월 16일에 확인함
- International Paralympic Committee (2006), 《Wheelchair rugby: About the sport》, 2006년 3월 7일에 원본 문서에서 보존된 문서, 2006년 8월 16일에 확인함
- Pasadena Texans Wheelchair Rugby (2007), 《Pasadena Texans Wheelchair Rugby》, 2017년 12월 23일에 원본 문서에서 보존된 문서